# Wladimir Metschislawowitsch Rybakow
Wladimir Metschislawowitsch Rybakow (Geburtsname: Wladimir Setschinsky, russisch Влади́мир Мечисла́вович Рыбако́в) (* 29. September 1947 in Alès; † 20. August 2018 in Saint-Jean-du-Gard) war ein russischer Schriftsteller im Ausland, Journalist und Herausgeber.

## Biographie
Rybakow wurde in Alès in Frankreich in einer Familie kommunistischer Intellektueller geboren. Der Vater war Pole, die Mutter Russin.
1956 repatriierte er zusammen mit seinen Eltern in die Sowjetunion. 1964 immatrikulierte er sich in der Fakultät für Geschichte der  Universität von Czernowitz, 1966 wurde er von der Universität verwiesen und zur Armee eingezogen. Er diente an der sowjetisch-chinesischen Grenze. Nach der Entlassung 1969 arbeitete er als Lagerarbeiter, Schweißer und Mechaniker.
1972 kehrte er mit seiner Mutter nach Frankreich zurück. Er arbeitete bei der Zeitung „Russkaja Mysl“, wo seine Artikel veröffentlicht wurden. Er veröffentlichte auch in den Zeitschriften «Гра́ни» („Grenze“), „Continent“, "Время и мы" („Die Zeit und wir“) und  „Echo“. 1984 zog er nach Frankfurt am Main, wo er im Possev-Verlag arbeitete.
Seit Beginn der sowjetischen Invasion in Afghanistan hielt sich Rybakow wiederholt in Pakistan sowie illegal im afghanischen Kampfgebiet auf.
1989 bis 1995 lebte er in Moskau, war Chefredakteur der NTS -Zeitung „Für Russland“ und Mitglied des Exekutivbüros des NTS, aus dem er ohne Begründung ausgeschlossen wurde.
Seit 1996 lebte er in Bulgarien. Er arbeitete an einem Buch über die Entwicklung westlicher und östlicher Zivilisationen. Die letzten zwei Jahre seines Lebens lebte er in Frankreich.
Er veröffentlichte auch unter seinem richtigen Namen.

## Afganzy

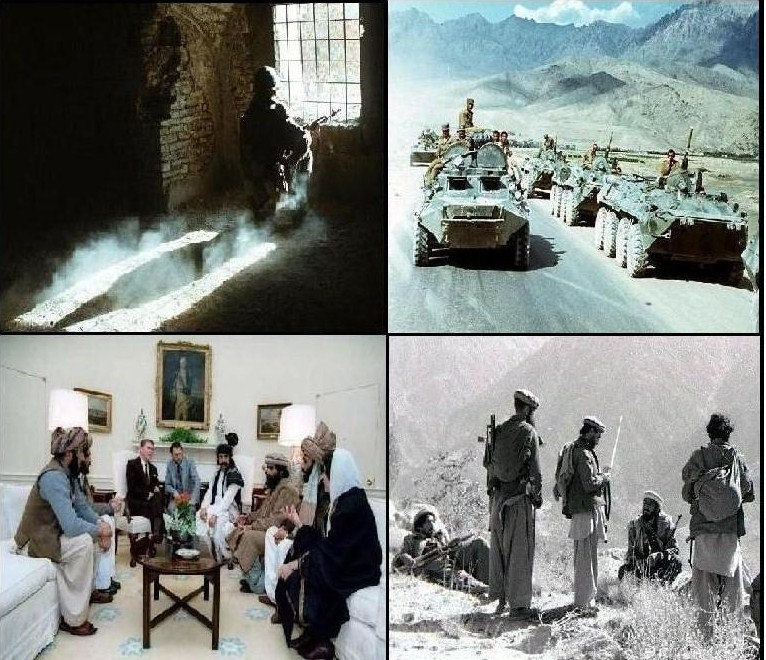
Collage – Krieg der Sowjetunion in Afghanistan

Der Band Afganzy ist eine Sammlung von Erzählungen über den Krieg der Sowjetunion in Afghanistan. Die 5 Erzählungen im 1. Teil hängen zusammen und sind eine hyperrealistische Darstellung des Einsatzes einer Fallschirmjägereinheit aus der Sicht des frisch nach Afghanistan versetzten Oberleutnants Wladimir Borisow. Es schließt sich ein zweiter Teil mit 10 weiteren kurzen Erzählungen an.
Die Soldaten dieser Einheit nennen sich selbst Afganzy. Die echten Afghanen, die im Gegensatz zu den Nadschibullah-Leuten „nicht schlecht kämpfen“ (S. 52), werden von ihnen auch Afganzy genannt, statt abwertend Duchy oder Duschmany. Unverhüllt beschreibt Rybakow die Gräueltaten an der Zivilbevölkerung und Erscheinungen, die der Protagonist Borisow in der Sowjetarmee nicht erwartet hätte: weißgardistische Lieder, Opium, Priester, Heroin, amerikanische Colts, den laschen Umgang mit der Dienstordnung. (S. 41)
In der letzten Erzählung stellt sich heraus, dass der vielfach ausgezeichnete Sergant Storonkow sich als Student in Leningrad sowjetfeindlich verhalten hat (er hat mit Freunden ein Komitee zum Schutz der Rechte der Werktätigen gegründet) und dass er deshalb eingezogen und nach Afghanistan geschickt worden ist.

## Werke
- Тяжесть (Schwere), Frankfurt/M., 1977 (Roman über den Militärdienst)
- Тавро (Tavro), Frankfurt/M., 1981 (Roman über einen jungen russischen Emigranten in Frankreich)
- Тиски, Frankfurt/M., 1985 (Aufsatzsammlung zur Sowjetarmee, zum Teil aufgenommen in den Band Afganzy)
- Afganzy. Erzählungen, von André Sikojev aus dem Russischen ins Deutsche übersetzt und 1990 im Kyrill & Method Verlag und Reclam-Verlag Leipzig erschienen (Seitenangaben oben beziehen sich auf diese Ausgabe) ISBN 3-379-00657-2
- Тень топора (Schatten der Axt), St. Petersburg, 1991 (Roman über Ölarbeiter)
- Creature, 2005 (Politthriller, nur in englischer Übersetzung erschienen)
- Тайна Чингисхана (Das Geheimnis von Dschingis Khan), Eksmo, 2007 (als Wladimir Setschinsky; historischer Roman)